# Karl Fleischer (Journalist)

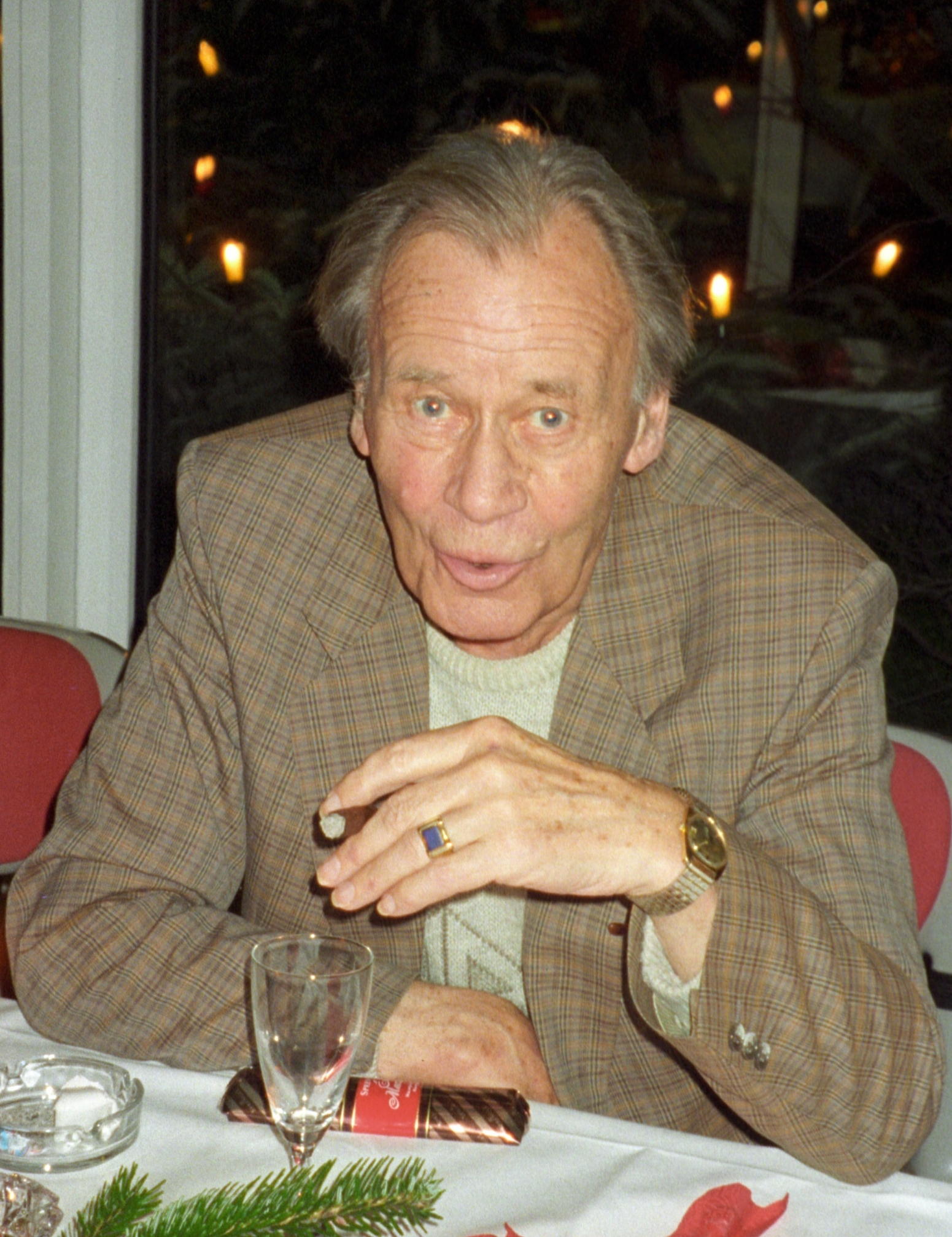
Karl (Charly) Fleischer 1995

Karl Walter Fleischer, auch Charly genannt (* 12. Februar 1915 in Hannover; † 24. Juni 2002 in Hamburg) war ein deutscher Fernsehjournalist, Nachrichtensprecher und Schauspieler. Bekanntheit erlangte er vor allem als langjähriger Sprecher der Tagesschau.

## Leben
Karl Fleischer machte eine Ausbildung zum Schauspieler. Während des Zweiten Weltkriegs gehörte er zum Ensemble eines auf Helgoland gegründeten Soldatentheaters, das auf Nord- und Ostseeinseln gastierte. Nach Kriegsende trat er einige Jahre am Hamburger Schauspielhaus auf.
1947 begann er als Sprecher beim Nordwestdeutschen Rundfunk mit der Sendung Echo des Tages. 1955 hatte er einige kleine Rollen in deutschen Spielfilmen wie die eines namenlosen Offiziers in Kinder, Mütter und ein General und eines Gefreiten in Unternehmen Schlafsack.
Ab 1960 war er Sprecher der Regionalnachrichten Berichte vom Tage im Norddeutschen Rundfunk, der Sportberichterstattung im NDR-Hörfunk und der Tagesschau in der ARD. Er übernahm nur selten die Hauptausgabe der Tagesschau, sondern sprach die Sendung häufig am Morgen. Am 27. Mai 1994 trat Fleischer zum letzten Mal in der Tagesschau auf. Dann schied er als deren dienstältester Sprecher aus.
Karl Fleischer starb nach langer Krankheit im Alter von 87 Jahren in Hamburg.

## Rezeption
Die Welt bezeichnete Fleischer in einem Nachruf als einen Tagesschau-Sprecher, der mit „sonorer“ und „voluminöser Bass-Stimme“ sprach, „streng in die Kamera sah“ und somit „hervorragend in die guten alten Nachrichtenzeiten, die noch nichts mit Infotainment zu tun hatten“ passte. Er sei „für viele nachfolgende Sprecher […] ein Vorbild gewesen“.

## Filmografie
- 1955: Kinder, Mütter und ein General
- 1955: Banditen der Autobahn
- 1955: Unternehmen Schlafsack